# Elementa (tidskrift)
Elementa var en referentsgranskad vetenskaplig publikation med inriktning på matematik, fysik och kemi som utgavs i Sverige åren 1917-2004. Tidskriften inspirerades av Tidskrift för matematik och fysik som utgivits i Uppsala 1868-1874, och utgavs med början 1917 under namnet Tidskrift för elementär matematik, fysik och kemi och från 1953 under namnet Elementa, Tidskrift för matematik, fysik och kemi.
År 1966 hade tidskriften 3000 prenumeranter och prenumerationer gavs ofta som stipendium åt begåvade matematikelever. Vid slutet år 2004 prenumererade endast 74 bibliotek på tidskriften.

## Kända medarbetare
- Adolf Meyer
- Olof Gallander
- Gunnar Starck
- Hjalmar Olson
- Carl Emanuel Blom
- Olof Eklöf
- Claes Albert Mebius
- Nils Juringius
- Stig Comét